# Climacteris erythrops
El corretroncos cejirrojo (Climacteris erythrops) es una especie de ave paseriforme de la familia Climacteridae propia del sudeste de Australia.